# Байрамдурдыев, Ораздурды
Ораздурды Байрамдурдыев (1929—?) — советский туркменский хозяйственный, государственный и политический деятель.

## Биография
Родился в 1929 году в Туркменской ССР. Член КПСС.
С 1949 года — на хозяйственной, общественной и политической работе. В 1949—1984 годы — организатор сельскохозяйственного производства в Ашхабадской области, начальник Кизил-Арватского колхозно-совхозного производственного управления. Заместитель председателя Комитета народного контроля Туркменской ССР. Председатель Ашхабадского облисполкома.
Избирался депутатом Верховного Совета Туркменской ССР 9-го и 10-го созывов.
Жил в Туркмении.